# Hulják János
Hulják János (Újkécske, 1884. május 16. – Újdiósgyőr, 1942. október 23.) tanár, botanikus. 
Botanikai szakmunkákban nevének rövidítése: „Hulják”.

## Életrajza
A Trencsén vármegyei Rajecről származó család sarjaként 1884. május 16-án született a Pest-Pilis-Solt-Kiskun vármegyei Újkécskén. Édesapjához hasonlóan  ő is a tanítói pályát választotta,
Losoncon szerezte diplomáját. Pályája alakulására Borbás Vince és Herman Ottó voltak hatással. Borbással 1905-ben Kolozsváron találkozott kevéssel annak halála előtt.  Ő biztatta Huljákot a bükki Bélkő átkutatására, melynek eredménye a korabeli Magyarországon addig kizárólag illír területekről ismert Micromeria thymifolia felfedezése  lett.   Ugyancsak fiatalon kötött ismeretséget Herman Ottóval, akire a diszciplináris különbség ellenére is mestereként tekintett. 
Diplomája megszerzése után egy évig Mezőtárkányon, majd 1904-től Miskolc Perecesen tanított. 20 éves korától nyugdíjba vonulásáig 35 esztendőn át oktatta a bányászok, vájárok  gyermekeit a Miskolc melletti bányásztelepülésen. Tanítóként és botanikusként is itt teljesedett ki munkássága.

## Munkássága
Munkássága során elévülhetetlen érdemeket szerzett az Északi-középhegység florisztikai feltárásában. Nevéhez fűződik többek közt a Lathyrus pisiformis és a Micromeriathymifolia
kimutatása hazánk területéről. 
Az Északi-Kárpátok, a felvidéki hegyek és az Északi-középhegység jelentékeny részén végzett alapvető florisztikai feltárást. Célja volt többek között az Északi-középhegység flórájának minél alaposabb feltárása, különös tekintettel annak ritkább, sérülékenyebb elemeire. Legfontosabb eredményeit rendre publikálta.

## Főbb munkái
- A Trifolium Lupinaster L. felfedezése Magyarországon. – Magyar Botanikai Lapok 8 (1–4): 33–38. (1909)
- A Juncus castaneus Sm. a Magas-Tátra flórájában. – Magyar Botanikai Lapok 16 (1–12): 140.(1917)
- A Lathyrus pisiformis L. hazánkban. – Magyar Botanikai Lapok 21 (1–12): 63–64. (1922)
- Az Ajuga pyramidalis L. a Liptói Havasokban. – Magyar Botanikai Lapok 21 (1–12): 23–25. (1922)
- Adatok az Északnyugati Kárpátok növényismeretéhez. – Magyar Botanikai Lapok 24 (1–12): 95–96. (1925)
- Florisztikai  adatok  a  Gömör-szepesi  Érchegység  és  az  Eperjes-tokaji  Hegylánc területének ismeretéhez. – Magyar Botanikai Lapok 25 (1–12): 266–269. (1926)
- Florisztikai adatok a Bükk- és Mátra-hegyvidékének ismeretéhez. – Magyar Botanikai Lapok  26 (1–12): 23–25. (1927)
- A Daphnecneorum L. és néhány érdekesebb növény előfordulása a Bükkhegységben. – Magyar Botanikai Lapok 28 (1–12): 34–36. (1929)
- A Micromeria rupestris Wulf.  a  Bélkőn  és  néhány  érdekesebb  adat  a  Magyar Középhegység flórájából. – Magyar Botanikai Lapok 32 (1–6): 77–83. (1933)
- Az Erythroniumdens canis  és  néhány  érdekesebb  florisztikai  adat  a  Magyar Középhegységből. – Botanikai Közlemények 34 (1–2): 45–48. (1937)
- A Calluna vulgaris és  néhány  más  érdekesebb  növény  a  Gömör–Tornai-Karszt vidékéről. – Botanikai Közlemények 35 (3–4): 218–220. (1938)
- Adatok  a  Magyar-Középhegység  északnyugati  része  növényzetének  ismeretéhez.  – Botanikai Közlemények 38 (1–2): 73–79. (1941)
- Adatok Rozsnyó környéke növényzetének ismeretéhez. – Botanikai Közlemények 39 (5): 246–251. (1942)